# Episodi di Joséphine, ange gardien (seconda stagione)
Joséphine, ange gardien è una serie televisiva francese, andata in onda sinora per 22 stagioni. Qui sotto sono riportate le trame degli episodi della seconda stagione della trasmissione, uscita in Francia nel 1998 e in Italia nel 2016.

| n° | Titolo originale | Titolo italiano         | Prima Tv Francia | Prima Tv Italia |
| -- | ---------------- | ----------------------- | ---------------- | --------------- |
| 2  | L'enfant oublié  | Non ti scordar di me    | 26 gennaio 1998  | 2016            |
| 3  | Le tableau noir  | Una periferia difficile | 7 dicembre 1998  | 2016            |

## Episodio 2: Non ti scordar di me
- Titolo originale: L'enfant oublié
- Diretto da:
- Scritto da:

### Trama
Dopo la morte del fratellino, la piccola Emma è abbandonata dai genitori. Joséphine giunge in suo aiuto tentando di riunire la famiglia.

## Episodio 3: Una periferia difficile
- Titolo originale: Le tableau noir
- Diretto da:
- Scritto da:

### Trama
Sevrin Thierry è un docente di francese in una scuola rinomata per essere difficile. L'uomo è depresso in seguito alla morte della consorte e diventa il bersaglio della violenza di alcuni studenti.